# Fillmore (Californie)
Pour les articles homonymes, voir Fillmore.
Fillmore est une ville du comté de Ventura en Californie, aux États-Unis.

## Démographie
| 1920  | 1930  | 1940  | 1950  | 1960  | 1970  |
| ----- | ----- | ----- | ----- | ----- | ----- |
| 1 597 | 2 893 | 3 252 | 3 884 | 4 808 | 6 285 |

| 1980  | 1990   | 2000   | 2010   | - | - |
| ----- | ------ | ------ | ------ | - | - |
| 9 602 | 11 992 | 13 643 | 15 002 | - | - |